# Aplustrum amplustre
Aplustrum amplustre is een slakkensoort uit de familie Aplustridae. De wetenschappelijke naam werd gepubliceerd in 1758 door Carl Linnaeus in de tiende editie van Systema naturae.